# Letheobia sudanensis
Letheobia sudanensis — вид змій родини сліпунів (Typhlopidae). Ендемік Демократичної Республіки Конго

## Поширення і екологія
Letheobia sudanensis мешкають на північному сході ДР Конго. Вони живуть у вологих рівнинних тропічних лісах і саванах, на висоті від 700 до 1300 м над рівнем моря.